# Kosa Pan

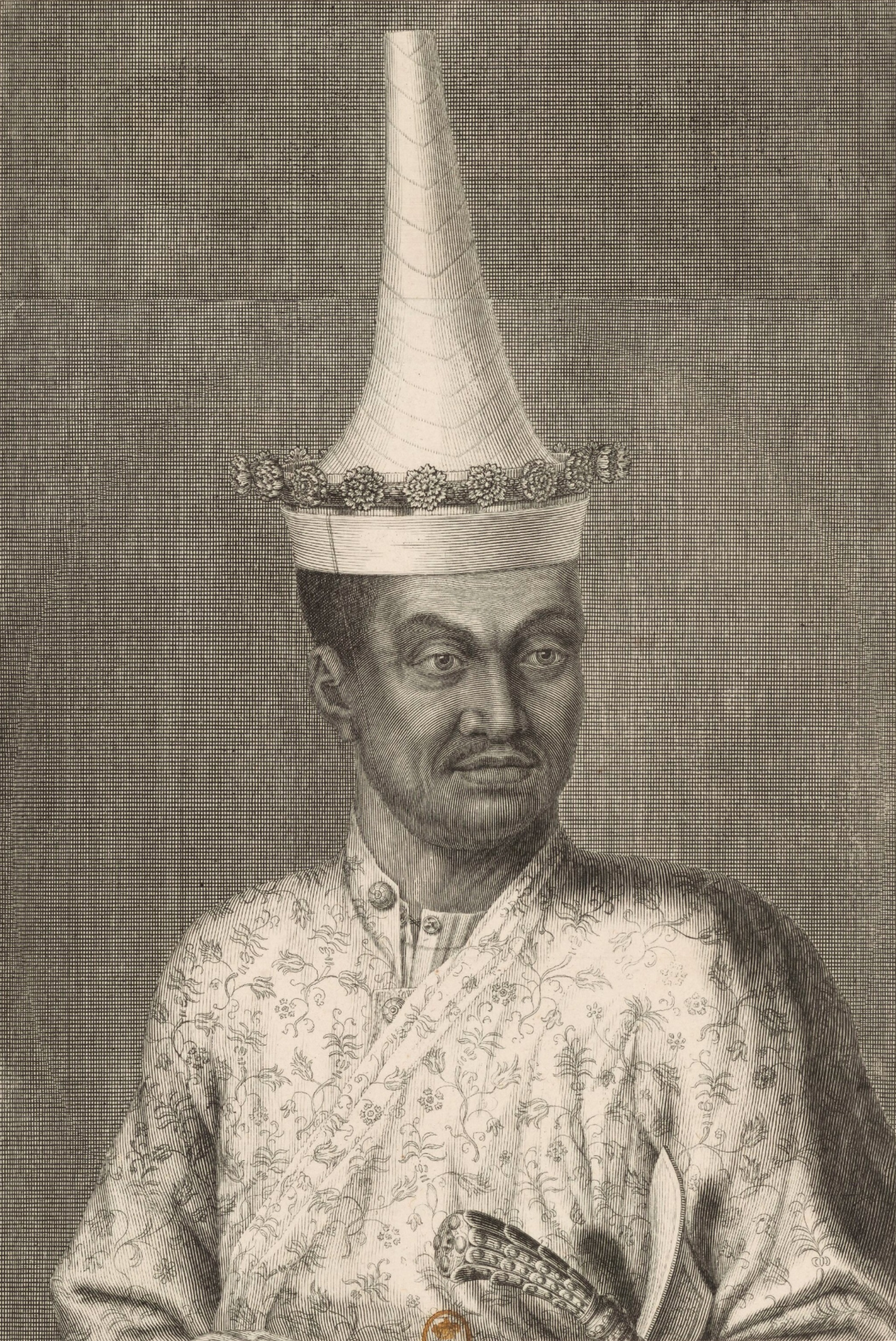
Peinture française de Kosa Pan portant un lomphok, en 1686.

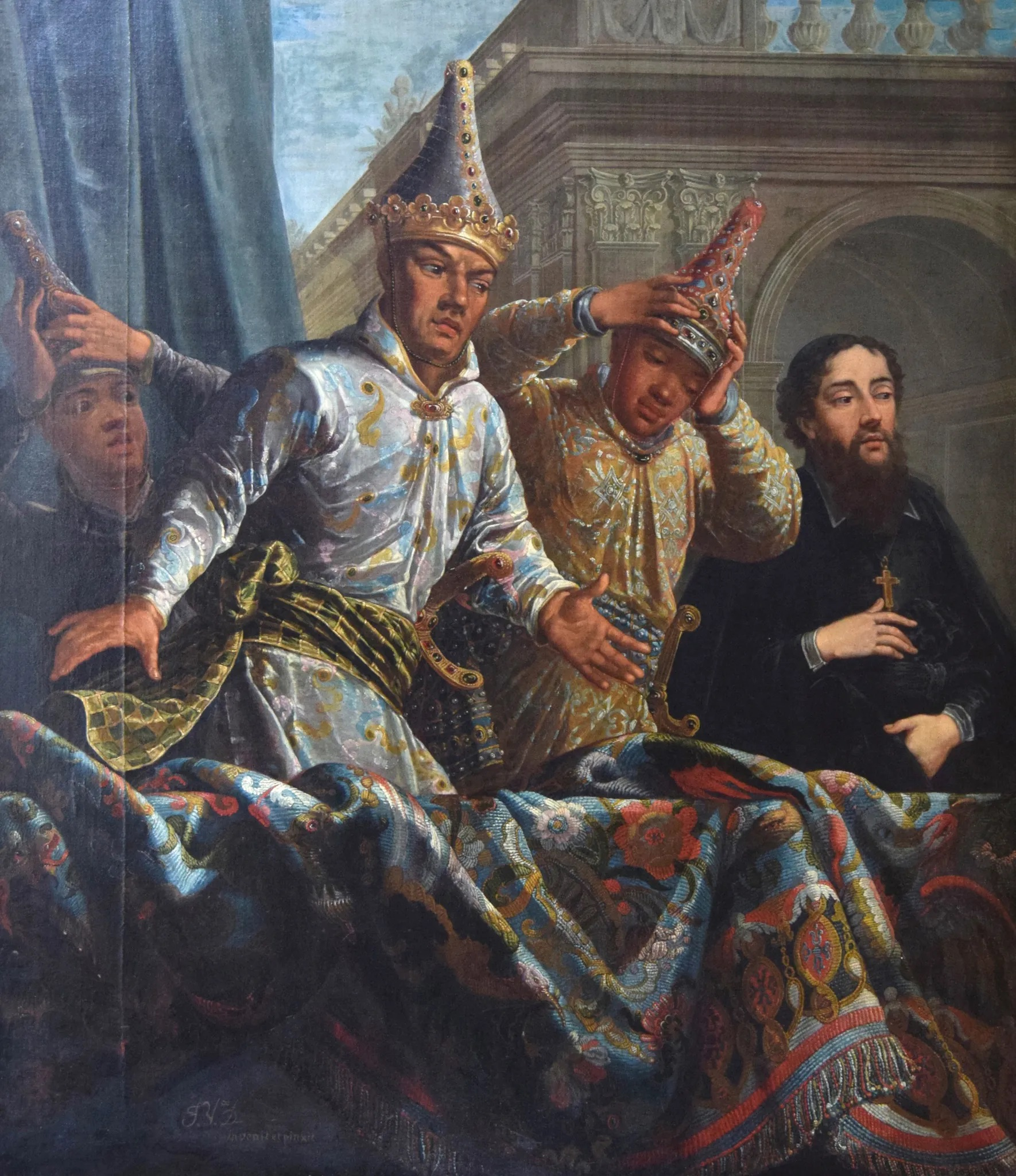
Kosa Pan reçu au château de Versailles en 1686, par Jacques Vigoureux Duplessis.

Pan (thaï : ปาน), connu sous son titre Chao Phraya Kosathibodi (thaï : เจ้าพระยาโกษาธิบดี - ministre des Affaires étrangères et du Commerce) ou sous son ancien titre Ok Phra Wisut Sunthon (thaï : ออกพระวิสุทธิสุนทร - diplomate de 1re classe) ou sous son surnom Kosa Pan (thaï : โกษาปาน), est un diplomate et ministre siamois qui fut à la tête de la deuxième mission diplomatique siamoise en France, envoyée par le roi Narai en 1686. Il fut précédé par une première mission siamoise, composée de deux ambassadeurs et du père Bénigne Vachet, qui avait quitté le Siam pour la France, le 5 janvier 1684. Il est le neveu du roi Ekathotsarot et l’arrière-grand-père de Rama Ier de la dynastie Chakri. Son frère, Lek (thaï : เหล็ก), avait également été Chao Phraya Kosathibodi avant lui.

## La mission diplomatique en France de 1686
Après une première mission diplomatique du Siam qui fut infructueuse en 1681, une seconde fut envoyée en France en 1684. Cette dernière fut reçue fastueusement par Louis XIV, lequel envoya à son tour une mission diplomatique au Siam en mars 1685, qui revint en France en juin 1686, accompagnée d’une nouvelle ambassade siamoise conduite par Kosa Pan.
Kosa Pan s'embarqua pour la France en 1686 sur deux navires, le vaisseau L'Oiseau et la frégate La Maligne, accompagnant le retour de la mission française au Siam de 1685, composée du chevalier de Chaumont, de François-Timoléon de Choisy et de l'interprète et abbé Artus de Lionne. L'ambassade apportait une proposition d'alliance éternelle entre la France et le Siam et est restée en France entre juin 1686 et mars 1687. Kosa Pan était accompagné de deux autres ambassadeurs siamois, Ok-Luang Kanlaya Ratchamaitri et Ok-Khun Sisawan Wacha et par le père jésuite Guy Tachard. Ils étaient suivis de six mandarins, trois interprètes, deux secrétaires et une vingtaine de domestiques, chargés de nombreux présents.
La mission débarqua au port de Brest le 18 juin 1686 avant de continuer son voyage vers Versailles, constamment entourée par des foules de curieux. La mission de Kosa Pan fut reçue avec un accueil enthousiaste et fit sensation dans les cours et les bonnes sociétés d'Europe. L’ambassade siamoise arriva à Versailles le 1er septembre 1686. 1 500 personnes étaient présentes.
Le mobilier d’argent est de nouveau sur l’estrade royale. Louis XIV reçoit les ambassadeurs tenant dans une boîte, la lettre de Phra Narai. Couverts de leurs étonnants chapeaux pointus, ils se prosternent devant le roi, tel un dieu vivant. On les autorise à lever les yeux vers lui, contrairement à leur coutume. Après la remise de la lettre, les ambassadeurs se retirent à reculons, les mains jointes. Le roi leur offre une visite de ses appartements et jardins.

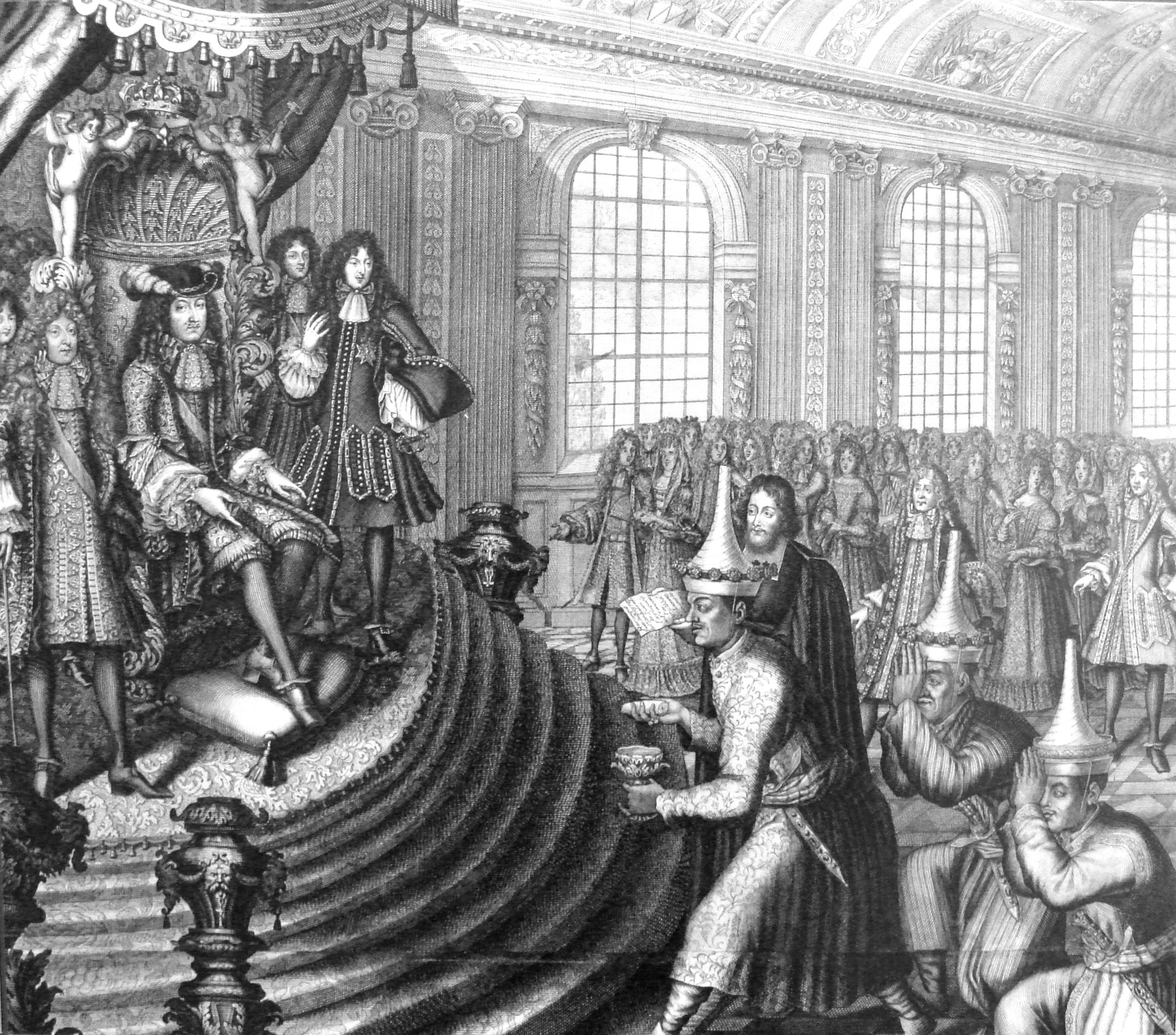
Réception de l’ambassade du Siam par Louis XIV, conduite par Kosa Pan en 1686, par Nicolas III de Larmessin.
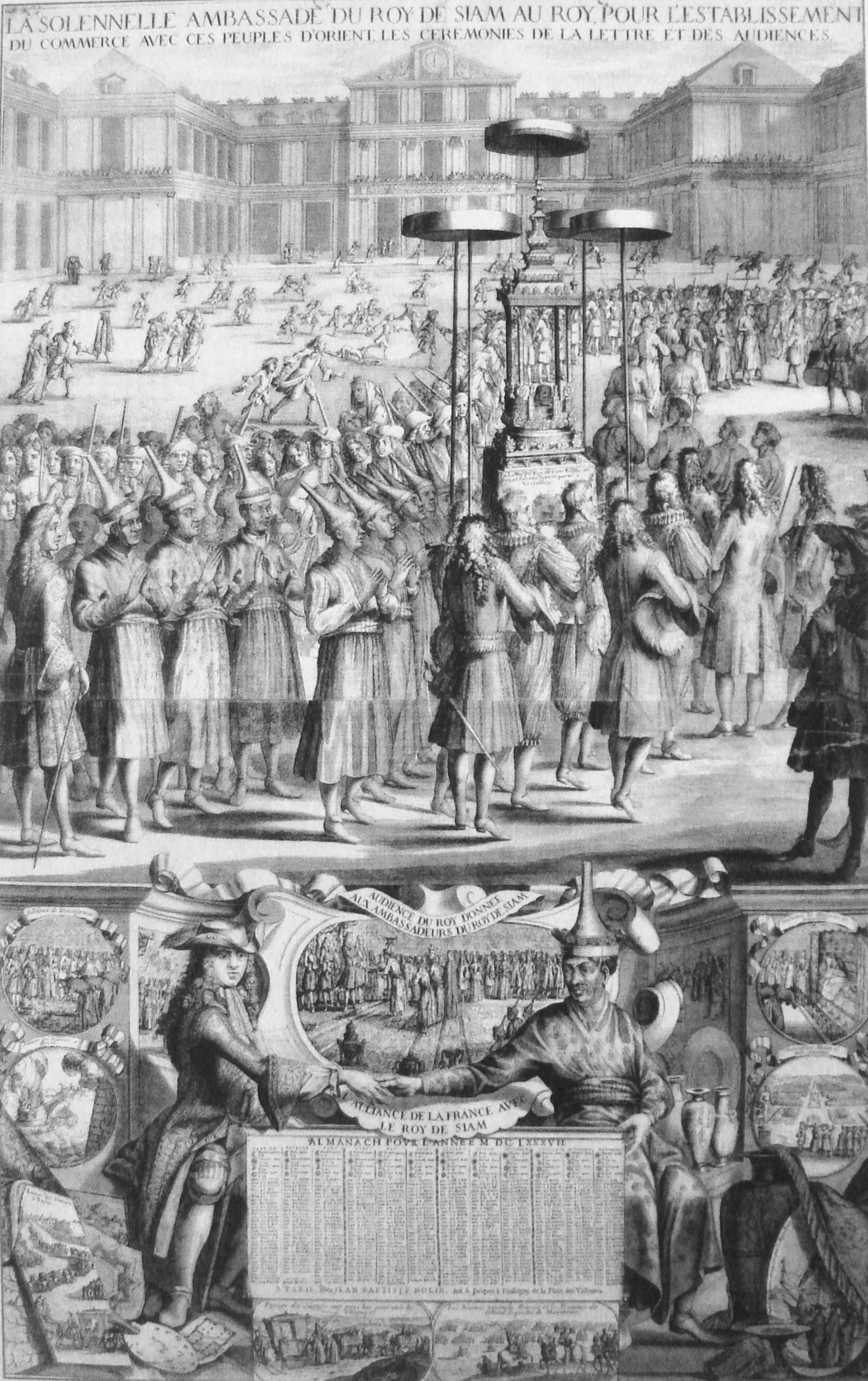
Réception des ambassadeurs du Siam au château de Versailles.
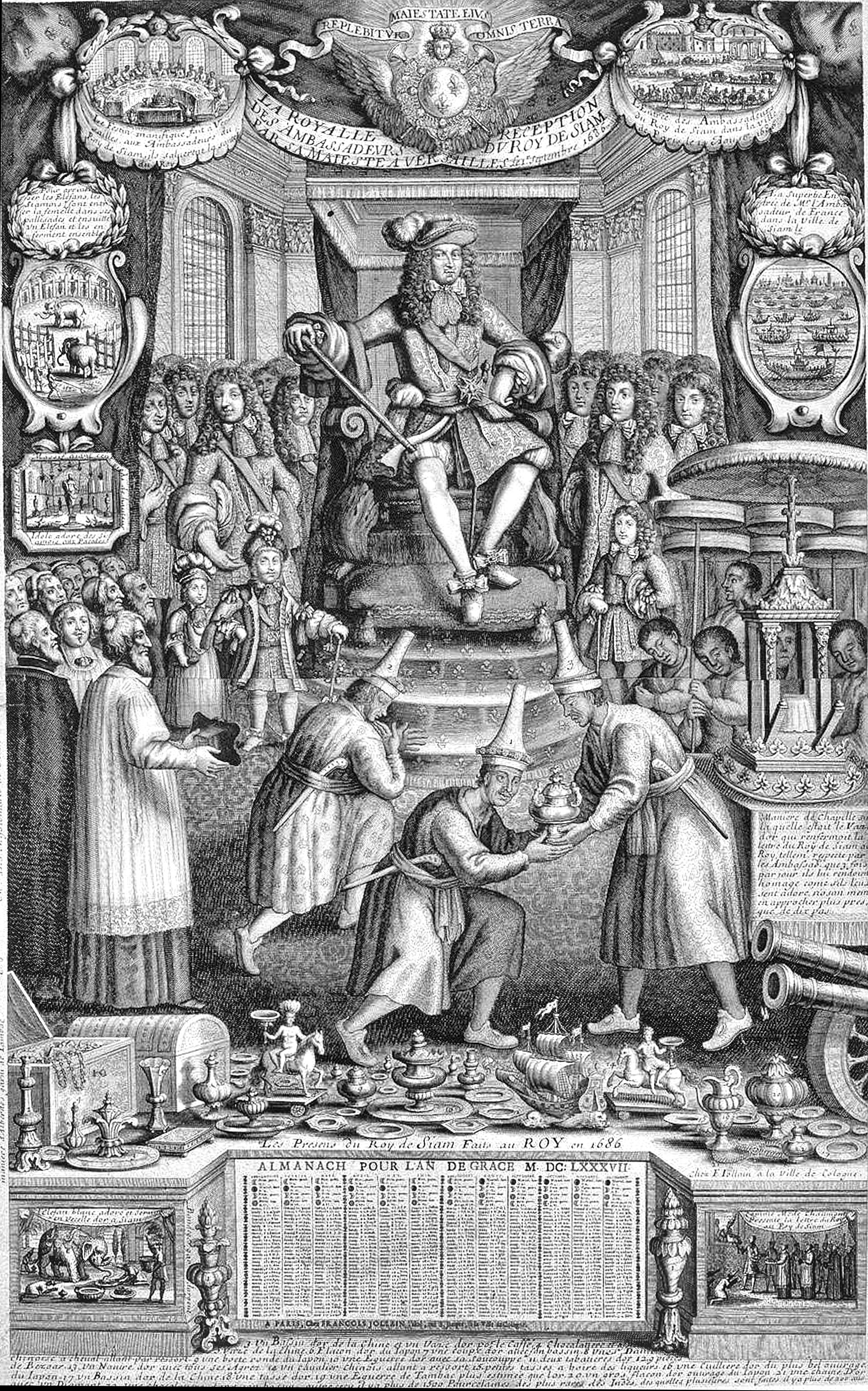
Présents offerts à Louis XIV par Kosa Pan.
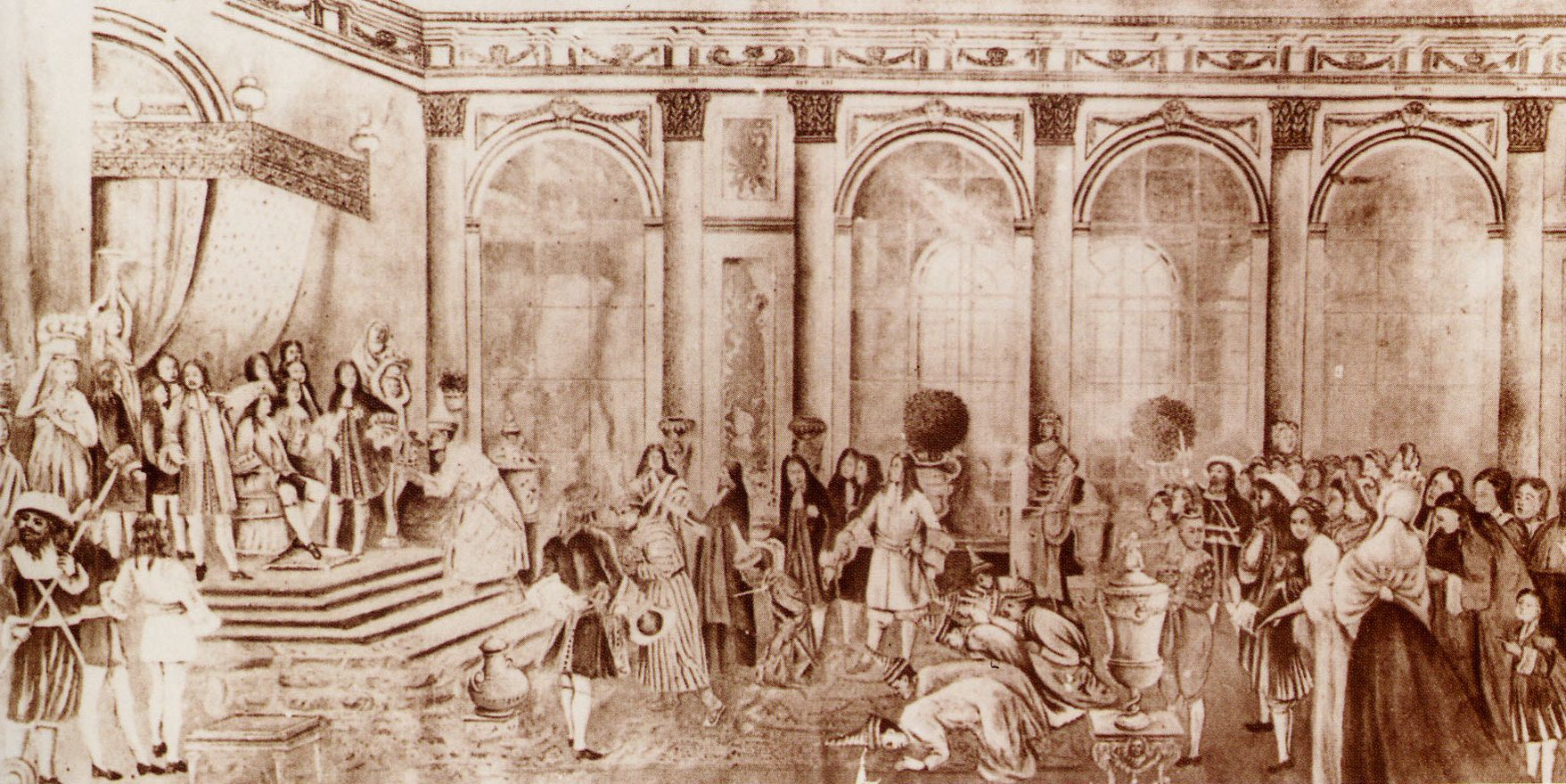
L'ambassadeur Kosa Pan et les envoyés siamois présentent leurs respects à Louis XIV à la cour de Versailles.

## Présents
La mission apporta de vastes quantités de présents à Louis XIV. Parmi eux se trouvaient de l’or, des carapaces de tortue, des tissus, tapis, plus de 1 500 pièces de porcelaine, ainsi que des meubles en laque. Deux canons siamois en argent furent donnés en présent à Louis XIV et par un curieux effet du hasard ces canons auraient été saisis par les révolutionnaires en 1789 pour être utilisés à la prise de la Bastille.

## Achats
La mission commanda de grandes quantités de produits français destinés à être expédiés à la cour siamoise : 4 264 miroirs semblables à ceux de la galerie des Glaces furent commandés à la manufacture royale de glaces de miroirs pour décorer le palais du roi Narai. Parmi les autres commandes, 160 canons, des télescopes, des lunettes, des horloges, des pièces de velours, des éléments décoratifs en cristal. Ils commandèrent également deux globes géographiques écrits en thaï, et sept tapis de la manufacture de la Savonnerie.

## Influences
L’ambassade siamoise en France en 1686 avait apporté à la cour des échantillons multicolores de textiles thaïs ikat. Ils furent adoptés avec enthousiasme par la noblesse pour devenir des toiles flambées ou des siamoises de Rouen souvent en motif en damier bleu et blanc. Après la Révolution et en raison de son aversion pour le luxe étranger, les tissus furent appelés « toiles des Charentes » ou cotons de Provence.
Les vêtements « exotiques » et les manières des envoyés (qui se prosternèrent devant Louis XIV), ainsi qu'une « machine » destinée à présenter la lettre de Narai au roi de France, furent abondamment commentés.
Un compte rendu fragmentaire de la mission siamoise établi par Kosa Pan a été redécouvert à Paris dans les années 1980. La rencontre de la mission avec Louis XIV est représentée dans de nombreuses peintures de l’époque.
La mission de Kosa Pan fut rapidement suivie par une autre, menée par Ok-Khun Chamnan en 1688.

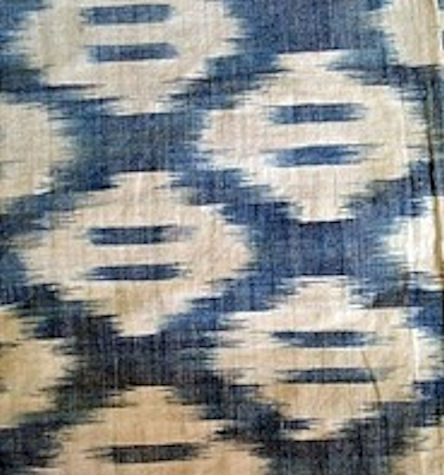
Siamoise flambée, dérivé de l’ikat, XVIIIe siècle.
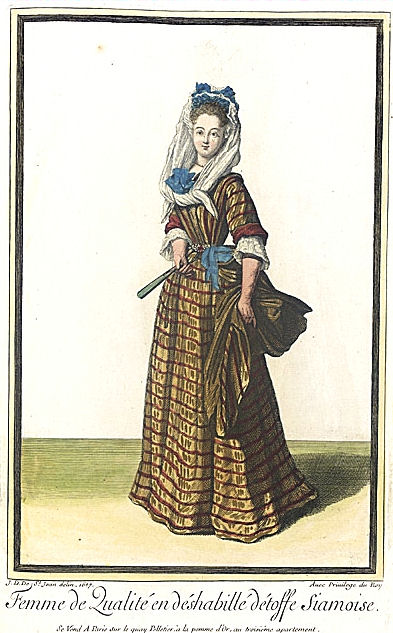
Dame en robe faite de siamoise, 1687.

## La révolution siamoise de 1688

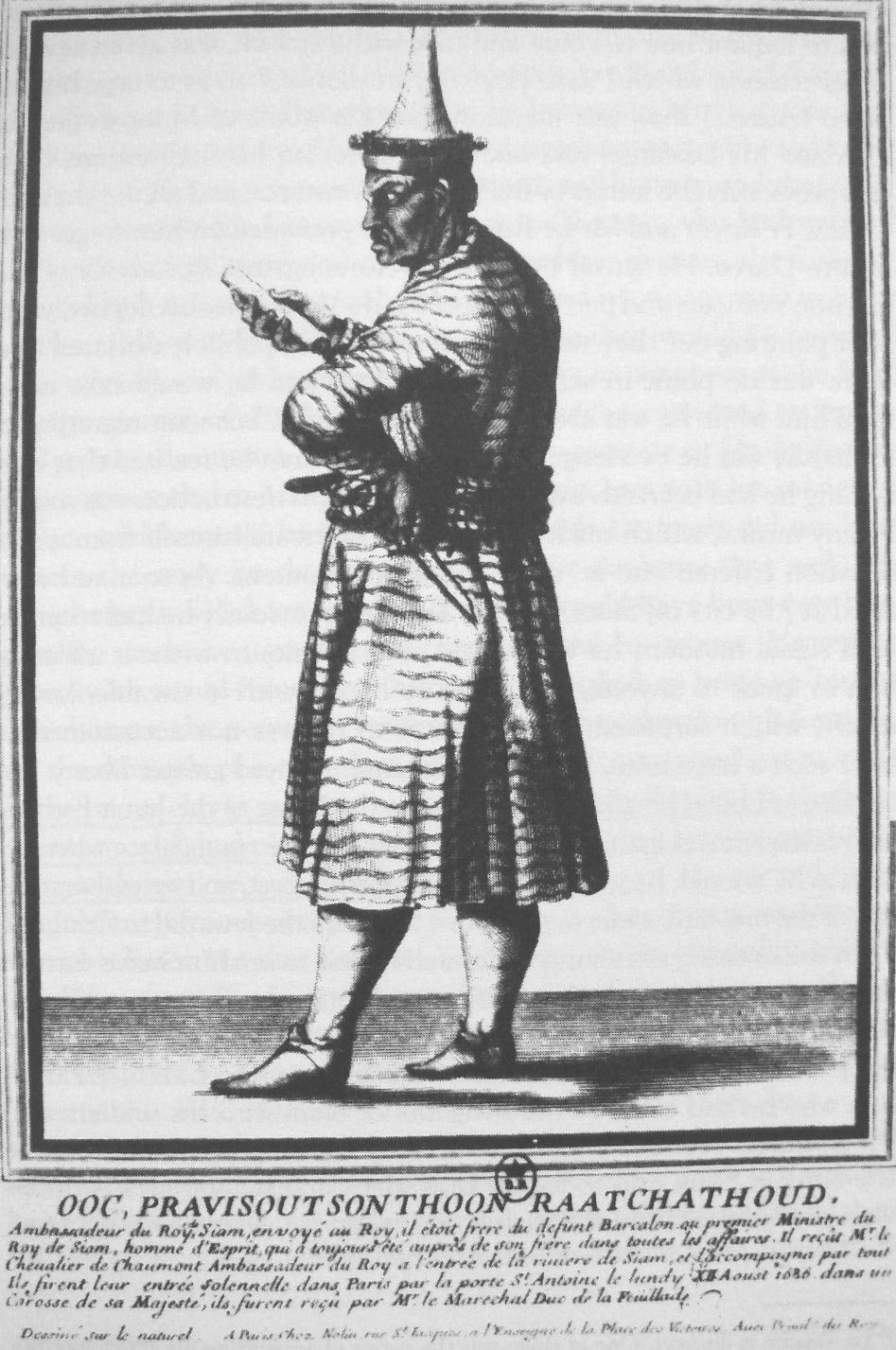
Kosa Pan, esquisse française de 1686.

À son retour au Siam, Kosa Pan devint un des plus fervents partisans de Petratcha, le souverain qui élimina Narai et les Français, et devint son ministre des Affaires étrangères et du Commerce,.
Kosa Pan est connu pour avoir été rencontré en 1690 par le naturaliste allemand Engelbert Kaempfer, qui décrivit les « tableaux de la famille royale de France et des cartes européennes » accrochés « dans le hall de sa maison » :

« C'est une des plus belles personnes, et du meilleur aspect, que j'ai jamais rencontrées parmi les races noires de l'humanité... Il a l'intelligence vive et agit avec entrain, et c'est pourquoi il fut envoyé il y a quelques années comme ambassadeur en France, dont le pays, le gouvernement, les forteresses et autres, étaient des sujets dont il nous a souvent divertis dans ses conversations ; et dans le hall de sa maison, où nous avons eu une audience privée, étaient accrochés les tableaux de la famille royale de France et des cartes européennes, le reste de ses meubles n'étant que poussière et toiles d'araignée. »

— Engelbert Kaempfer (1727/1987:38).
En 1699, Kosa Pan et Petratcha reçurent la visite du père jésuite Guy Tachard, mais la rencontre fut purement formelle et ne mena à rien.
En 1700, Kosa Pan fut disgracié, eut le nez coupé par le roi Petratcha, et s'est probablement suicidé.

## Hommage
En souvenir du passage à Brest de Kosa Pan en 1686, sa statue a été inaugurée symboliquement 333 ans après, le 15 février 2020 à Brest, en présence de l'ambassadeur de Thaïlande en France, Sarun Charoensuwan, de la vice-présidente de l'Association des professeurs de français en Thaïlande, Ajarn Thida Boontharm et du maire de Brest, François Cuillandre.
Le buste, œuvre de Wachara Prayaookum, artiste thaïlandais, a été commandé par l'Association des professeurs de français en Thaïlande, réalisé de juillet à décembre 2019. La statue en bronze, haute d'1,20 m, pèse 50 kg et repose sur un socle en granit taillé par Christophe Chini. Elle est située, non loin de la rue de Siam, au bas de la rue Louis-Pasteur et à l'angle du boulevard Jean-Moulin.

## Sources
- (en) Cet article est partiellement ou en totalité issu de l’article de Wikipédia en anglais intitulé « Kosa Pan » (voir la liste des auteurs).
- Notices d'autorité :   - VIAF
  - ISNI
  - BnF (données)
  - IdRef
  - LCCN
  - GND
  - Belgique
  - Israël
  - WorldCat